# Maitines
Maitines es una hora canónica en la liturgia cristiana, originalmente cantada durante la oscuridad de la madrugada. Es la hora más temprana del amanecer que servía de rezo en la Iglesia católica y en la Iglesia ortodoxa para la liturgia de las horas canónicas como reflejan los llamados antiguamente libros de las Horas (Ad Matutinum) y los breviarios romanos.

## Etimología
El término maitines, del latín matutinum y matutinae, deriva de la diosa romana del amanecer, Máter Matuta, también vinculada con la figura divina griega Eos y su equivalente romano, Aurora. Esta festividad romana tenía un notable reflejo en el calendario religioso romano con la celebración de las Matralias en su honor el 11 de junio. El origen de este culto espiritual responde a un mito indoeuropeo anterior, de origen naturalista, al que tanto griegos como romanos le dieron continuidad «para alentar a la aurora o a las auroras cotidianas contra la ofensiva: el aumento inminente del tiempo nocturno», al mismo tiempo que, por otra parte y en otro sentido, «fortalecer a las auroras contra su pereza».

## Historia
Desde los tiempos de la Iglesia primitiva, se ha enseñado la práctica de siete tiempos fijos de oración; en la Tradición Apostólica, Hipólito instruía a los cristianos a rezar siete veces al día «al levantarse, al encender la lámpara de la tarde, al acostarse, a medianoche» y a «las horas tercera, sexta y novena del día, siendo horas asociadas con la Pasión de Cristo».  Con respecto a la oración en la madrugada, Hipólito escribió: «Asimismo, a la hora del canto del gallo, levántate y ora. Porque a esta hora, con el canto del gallo, los hijos de Israel rechazaron a Cristo, a quien conocemos por la fe, esperando cada día la luz eterna en la resurrección de los muertos».
En 1936 el monje benedictino de la Abadía de Montserrat, Alfonso María Gubianas Santandreu, apuntaba, citando al Cardenal Bona (Piamonte,1609-1674), que:

“Los Nocturnos del Oficio de Maitines simbolizan la primera fase de nuestra vida cuando todavía no gozábamos de la luz del mundo. El oficio de Laudes, que corresponde a la aurora, recuerda los tiernos años de nuestra infancia, en que empezaba la razón a alumbrarnos con sus vacilantes albores. Prima, que se reza en las horas puras y frescas de la mañana, cuando el sol brilla ya en el cielo, refleja la adolescencia, que guarda su inocente candor y desconoce aún el tumulto de las pasiones, mientras se va desarrollando e ilustrando con las luces del saber humano. Con la hora de Tercia, en la que el sol ya ardiente derrama a raudales sobre la tierra luz, calor y vida, concuerda muy bien la juventud generosa y llena de fuego, que rebosa de ardimiento y se lanza con valor a la carrera de la vida. Sexta es el mediodía, en que el sol, llegado al punto culminante de su elevación, tiene toda su fuerza; por lo cual esta hora de Sexrta hace pensar en la edad viril del hombre, (que es como el apogeo de sus fuerzas, de su experiencia y de su madurez. En la hora de Nona ya se inclina el día hacia el caer de la tarde, ofreciendonos una imagen del comienzo de la vejez, esa edad que el hombre ve meéelancólico asomar siempre más temprano de lo que pensaba, Con Vísperas llega la puesta de sol, que figura la edad avanzada y decrépita que ya presagia la sepultura. Completas termina la serie de divinos oficios, rememorándonos el fir de la vida, la muerte figurada por el sueño, al que nos vamos a entregar. Así es que cada una de las Horas canónicas se relaciona con un periodo distinto de nuestra existencia”.
Alfonso M. Gubianas, 1936

## Uso tradicional cristiano
Antiguamente dentro del contexto de la regla monástica o canónica se cantaban los maitines (también llamados «vigilia») bien un par de horas después de la medianoche o bien en las primeras horas del día antes del amanecer, punto al cual se celebraba la hora canónica de laudes (práctica que todavía se sigue en algunas órdenes). Se dividía en dos o tres (en domingo) nocturnales. Fuera de los monasterios, se recitaba generalmente a otras horas del día, a menudo junto con los laudes.
El término también se ha usado en algunas denominaciones de Protestantismo para describir los servicios matutinos.
Tras el Concilio Vaticano Segundo los maitines de la Iglesia católica han sido mermados en intervalo de tiempo, y ahora se denomina oficialmente Oficio de Lectura.
En el rito bizantino, estas vigilias corresponden al conjunto formado por el oficio de medianoche, el orthros y la primera hora (prima).
Los luteranos conservan unos maitines tradicionalmente diferenciados de la oración de la mañana, pero el término «maitines» se utiliza a veces en otras denominaciones protestantes para describir cualquier servicio matutino. En el oficio diario anglicano, la hora de maitines  es una simplificación de los maitines y laudes del Uso o Rito de Sarum.
En el cristianismo ortodoxo oriental y en el cristianismo protestante oriental, el oficio se reza a las 6 de la mañana, siendo conocido como Sapro en las tradiciones siríaca e india; se reza en dirección este por todos los miembros en estas denominaciones, tanto clérigos como laicos, siendo uno de los siete tiempos de oración fijos.